# 中国公告牌音乐单曲榜

《中国公告牌》标识

中国公告牌音乐单曲榜（英語：Billboard China Top 100）是中国音乐产业标准歌曲排行榜，由尼尔森网联编制、《中国公告牌》每周出版。该排行榜基于中国的数字专辑销售、电台播放、线上流媒体数据排名。
该排行榜的首支冠军歌曲由歌手蔡依林的歌曲《怪美的》于2019年1月4日获得。
该排行榜于2019年9月6日最后一次发布。

## 冠军单曲
- 2019年